# ニッケルオデオン (映画)
『ニッケルオデオン』（原題：Nickelodeon）は、1976年制作のアメリカ合衆国の映画。ピーター・ボグダノヴィッチ監督。ライアン・オニールとテータム・オニールの父娘が『ペーパー・ムーン』に続いての共演。
20世紀初頭のアメリカ合衆国の映画業界の裏側を描いた作品で、タイトルの「ニッケルオデオン」とは、20世紀初頭のアメリカで流行していた入場料5セントの小規模で気軽な映画館（ニッケル硬貨とギリシャ語で劇場を意味する「オデオン」を組み合わせた造語）のことである。

## あらすじ
1910年のシカゴ。若い弁護士のレオ・ハリガンは、ひょんな事から小さい映画会社キネグラフ社での仕事を得る。当時の映画業界では業界を牛耳ろうとする大手映画会社と、独立系の映画会社が生き残りを賭けて争いを繰り広げていた。
その後、1914年にかけて、レオは弁護士から作家、そして映画監督へと転身していく。レオは会社の命で撮影現場に向かう汽車の中で、キャスリーンという美人女優に出会い、恋をしてしまう。一方、キャスリーンはニューヨークで衣装屋のバックと出会う。
その後の映画製作で、撮影現場に着いたレオはそこでアリスという、何とも愛想の無い少女と出会う。そこにどういう訳かバックとキャスリーンがやって来る。レオはバックを一目見るなり、彼にスター性を見出して主役に抜擢し、キャスリーンをヒロインに据え、アリスもアイデア係に採用して映画を制作することにする。
バックが気球で上昇するシーンを撮影中、キャスリーンの脚が気球のロープに絡ってしまい、あられもない姿で吊り下げられてしまう。しかしレオは、気球が走行中の列車に衝突するシーンも含め、撮影を続ける。その映像が余りにも素晴らしかったため、レオはそれを映画に取り入れ、ストーリーもそれに合わせて書き直すことにする。こうしてキャスリーンは偶然にも主役を演じることになってしまう。
気球に乗っていたバックにキャスリーンの命が救われたことで、2人は婚約する。結婚シーンの撮影後、2人は本当に結婚式を挙げるため、車で出発する。
その後、或る小さな町の映画館に行ったレオとバックは、そこで2人がそれまでに制作した10本の映画をつなぎ合わせた『タトルの混乱』という映画を見て驚き、勝手に編集した会社に憤慨する。しかし、観客が2人が映画の主役だと気づき、2人の後をついて来ると、2人の態度は一変する。
レオは、「エジソン・トラスト」に違反する無許可の機器を破壊しようとするモーション・ピクチャー・パテント・カンパニーに対して先手を打つため、また、西海岸へ移転するアトランティック・ピクチャーズから契約を持ちかけられたことから、ニュージャージーからカリフォルニアへ移住する。レオは最終的にハリウッドランドで他の映画製作者たちと共に活動拠点を構え、ドラマチックでロマンチック、そしてコメディ要素を交えた短編映画を次々と制作していく。
当初、映画は一時的な娯楽に過ぎないと考えていたレオと配下のクルーたちは、1915年に世界中で公開されたD・W・グリフィス監督の『國民の創生』を見て、その出来栄えの良さにショックを受ける。この作品は映画業界に革命をもたらしたのである。観客はスタンディングオベーションをし、レオは自分の無力感に苛まれる。上映後、彼らはコブと再会する。コブはカメラに向かって今後の映画の可能性について熱く語る。彼はレオに戦争をテーマにした映画を撮ってほしいと頼むが、レオの返答は「何の戦争？」というものだった。

## キャスト
- レオ・ハリガン：ライアン・オニール
- バック・グリーンウェイ：バート・レイノルズ
- キャスリーン・クック：ジェーン・ヒッチコック
- アリス・フォーサイト：テータム・オニール
- H・H・コッブ：ブライアン・キース
- マーティ・リーヴス：ステラ・スティーヴンス
- フランクリン・フランク：ジョン・リッター
- ベイリフ：ブライオン・ジェームズ
- レジナルド・キングズリー：ジョージ・ゲインズ
- ローガン：M・エメット・ウォルシュ
- 助手：フランク・マーシャル